# Уэст-Карлтон
Уэст-Карлтон (англ. West Carleton) — западный, преимущественно сельский, район Оттавы (Канада, с 2001 года), бывший тауншип (посёлок). Образован в 1974 году слиянием посёлков Торболтон, Фицрой и Хантли. Граничит с районами Данробин и Каната.

## История

### Хантли
Земля под посёлок Хантли была выделена в 1818 году, а в 1819 году на это место прибыли первые поселенцы — потомки ирландцев-протестантов, переселявшиеся из-под Ричмонда. В 1822 году прибыла первая большая партия переселенцев из Ирландии, а следующие волны прибывали в 1823, 1826 и 1828 году. Все переселенцы были уроженцами ирландских городов Типперэри, Каван, Фермана и Тирон. В 1832 году здесь также осели ирландцы-католики из графства Корк. Плодородные почвы в районе посёлка предопределили ведущую роль сельского хозяйства в его экономике, и ярмарка в Карпе быстро стала популярной.

### Фицрой
В 1819 году на месте современного Фицроя появилась первая семья поселенцев, главой которой был Чарльз Ширрефф. Вскоре после этого были выделены земли для нового посёлка, хотя остальные жители начали прибывать только в 1823 году. Семья Ширреффов, чей первоначальный надел в 3000 акров был позже расширен до 4500 акров и которая поставила мельницы на реке Карп в месте её впадения в реку Оттава, стала одной из самых влиятельных в Фицрое в первые годы после его основания. В 1825 году семья Маршаллов, родственников Ширреффов, поставила неподалёку плавильню и включилась в речную торговлю. Чарльз Ширрефф мечтал о массовом заселении региона к западу от своей земли и потратил на продвижение этого плана целое состояние, но не сумел убедить правительственных чиновников, и Фицрой так и остался тихой периферией.

### Торболтон
Ещё до основания Торболтона на его современной территории велись заготовки корабельного леса для Королевского военно-морского флота Великобритании. Лес оставался основной продукцией этого региона и после того, как был основан Торболтон. Первые поселенцы в этих краях были шотландцами, и новый посёлок получил название в честь одного из титулов герцогов Ричмондов, которые были также баронами Торболтонами (по названию деревни в Шотландии). Земля для нового посёлка была выделена зимой 1822—1823 годов, его первым жителем стал бывший флотский лейтенант Дэниел Бэрд. Дом Бэрда сохранился до настоящего времени.

### Дальнейшая история
В 1870 году юг Фицроя, север Хантли и почти весь Торболтон были уничтожены большим пожаром, нанесшим сокрушительный удар по торговле лесом в этом регионе. В дальнейшем через эти места прошла железная дорога, в конце XIX века начала издаваться газета, а в первое десятилетие следующего века была проведена телефонная связь. В 1974 году Торболтон, Фицрой и Хантли были объединены в город Уэст-Карлтон, который в свою очередь в 2001 году был включён в муниципальные границы Оттавы.

## География

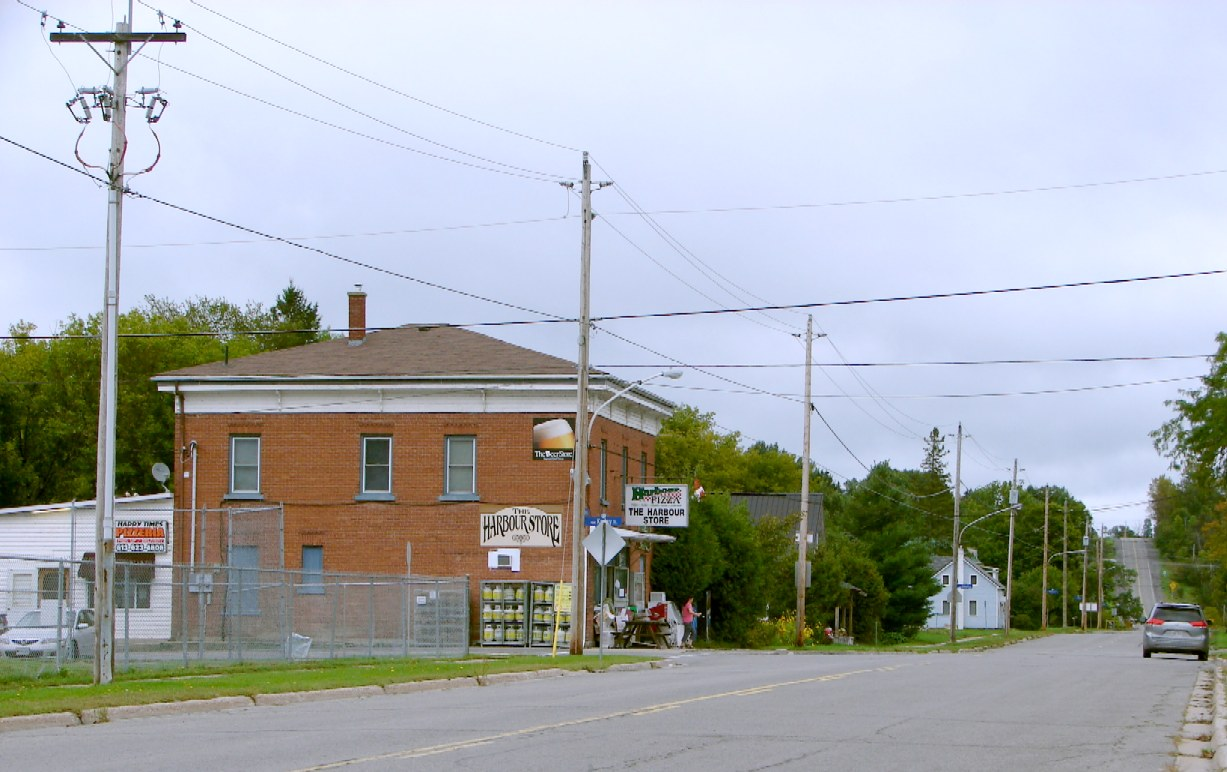
Фицрой-Харбор (район бывшего тауншипа Фицрой)

Уэст-Карлтон расположен в западной части города Оттава. С востока район граничит с Канатой, с севера — с рекой Оттавой; с юга его ограничивают трасса № 7 и магистраль Квинсуэй. Бывший город составляет основу избирательного округа Уэст-Карлтон-Марч, в который входит также бывшая северная сельская часть Канаты. Общая площадь округа составляет 763 км², что делает его самым большим по площади избирательным округом Оттавы.

## Население
Согласно переписи населения 2006 года, в избирательном округе Уэст-Карлтон-Марч проживали 21,455 человек, из них 15,145 в возрасте 15—65 лет. Общее число детей в возрасте до 18 лет составляло 5460 человек. Средний размер семьи, проживающей в одном доме или квартире, составлял 2,8 человека.
Для подавляющего большинства населения первым родным языком был английский (только 1240 человек указали в качестве первого родного языка французский и ещё 1275 человек — другие языки). 10,5 % населения (2295 человек) родились за пределами Канады, в основном в странах Европы и США.
Чуть больше 5000 жителей округа имели высшее образование и примерно столько же — среднее специальное или профессиональное образование образование (в основном на уровне колледжа). Уровень безработицы в округе по данным переписи 2006 года составлял менее 5 % (610 безработных при общем числе в 12,595 жителей в работоспособном возрасте). Срединный уровень дохода на человека в год (до вычета налогов) составлял чуть больше 37 тысяч долларов, на семью — около 91 тысячи долларов.